# Politický proces
Jako politický proces se označují soudní řízení, kde rozhodnutí a výsledek neleží v rukou příslušné jurisdikce, ale je předurčeno či vymáháno ze strany politické moci. V tomto smyslu se často hovoří o demonstračních procesech (anglicky show trial, německy Schauprozess atd.), případně o inscenovaných, vykonstruovaných procesech či monstrprocesech.

## Problémy definice
Označení demonstrační proces se začalo používat v souvislosti s procesy v SSSR a východní Evropě proti skutečným či domnělým odpůrcům komunistického režimu, kde soud a soudci byli buď loutkami moci, nebo přímo jejími zástupci. Jak v případě východní Evropy, tak i soudů v nacistickém Německu se jedná o soudní jednání za podmínek diktatury.
Mnohdy je pojem politický proces používán i na řadu jiných procesů, kde přímé ovlivňování bylo jen okrajové nebo ho nelze prokázat.

## Meziválečný sovětský svaz

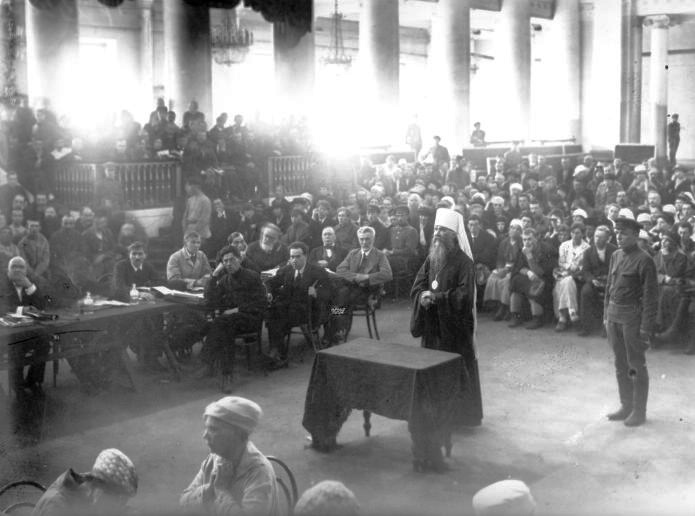
Proces s Veniaminem biskupem ruské pravoslavné církve, metropolitou petrohradským a gdovským, popraveným v roce 1922

Stalinovy čistky pozdních dvacátých a třicátých let minulého století v SSSR, které ve většině případů končily soudem a rozsudky smrti, vešly ve známost též jako Moskevské procesy. Po vyrovnání se s Trockým a jeho stoupenci se zde Stalin vypořádal se zbytkem své opozice, mezi tím i s mnohým spolubojovníky V. I. Lenina. Nejen velká část stranické prominence, ale i miliony dalších občanů ztratily život nebo byly zavlečeny do táborů gulagu.

## Nacistický Volksgerichtshof

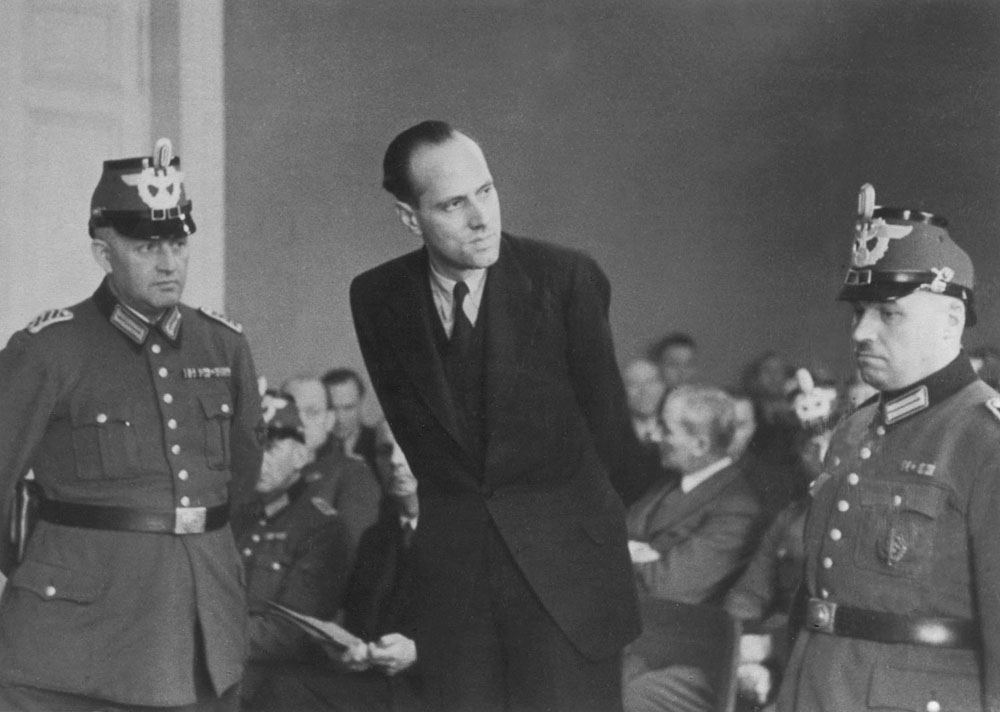
Proces s právníkem Helmuthem Jamesem von Moltkem

Během nacistického režimu v Německu byl ustanoven takzvaný Volksgerichtshof (lidový soudní dvůr), který měl řešit případy zrady, resp. velezrady. Jednalo se ve většině případů o řízení proti politickým odpůrcům, zastáncům tehdy nekonvenčních názorů. K nejznámějším procesům patří řízení proti skupině důstojníků, kteří připravovali atentát na Hitlera 20. července 1944.

## Poválečná východní Evropa
Po druhé světové válce připadly země ve východní Evropě do sféry vlivu Sovětského svazu. Represe proti kolaborantům a válečným zločincům začaly ve formujícím se socialistickém bloku již bezprostředně po válce. Například v Československu byl v roce 1946 popraven Karl Hermann Frank a v roce 1947 Jozef Tiso. Sovětské bezpečnostní složky zde zároveň zasáhly proti tzv. nepřátelským živlům jakými byli například ruští exulanti, přičemž největší vlna zatýkání a deportací proběhla na území Německa, Maďarska a Polska. Velká vlna politických procesů však přišla poté, co se moci v jednotlivých zemích pevně chopily místní komunistické strany. Po vzoru sovětského svazu a stalinistického teroru zde pak za asistence sovětských poradců začaly probíhat vykonstruované procesy proti skutečných a často i domnělým nepřátelům režimu. Prvními oběťmi politických procesů v nově ustanovených komunistických režimech byly zpravidla političtí oponenti a představitelé nekomunistických stran, důstojníci a vojáci bojující proti nacistům po boku západních spojenců či představitelé církví. V Československu se mezi tyto nejznámější politické procesy zařadily proces s Heliodorem Píkou či proces s Miladou Horákovou. Dle teorie o zostřování třídního boje pak během politických procesů přicházela na řadu eliminace potenciálních odpůrců režimu. Nakonec se během hledání špiónů v rámci studené války se Západem zaměřily procesy přímo na podezřelé členy komunistické strany. Jako nespolehliví komunisté byli vnímáni bývalí sociální demokraté, emigranti ze západních zemí, příslušníci odboje či účastníci občanské války ve Španělsku.

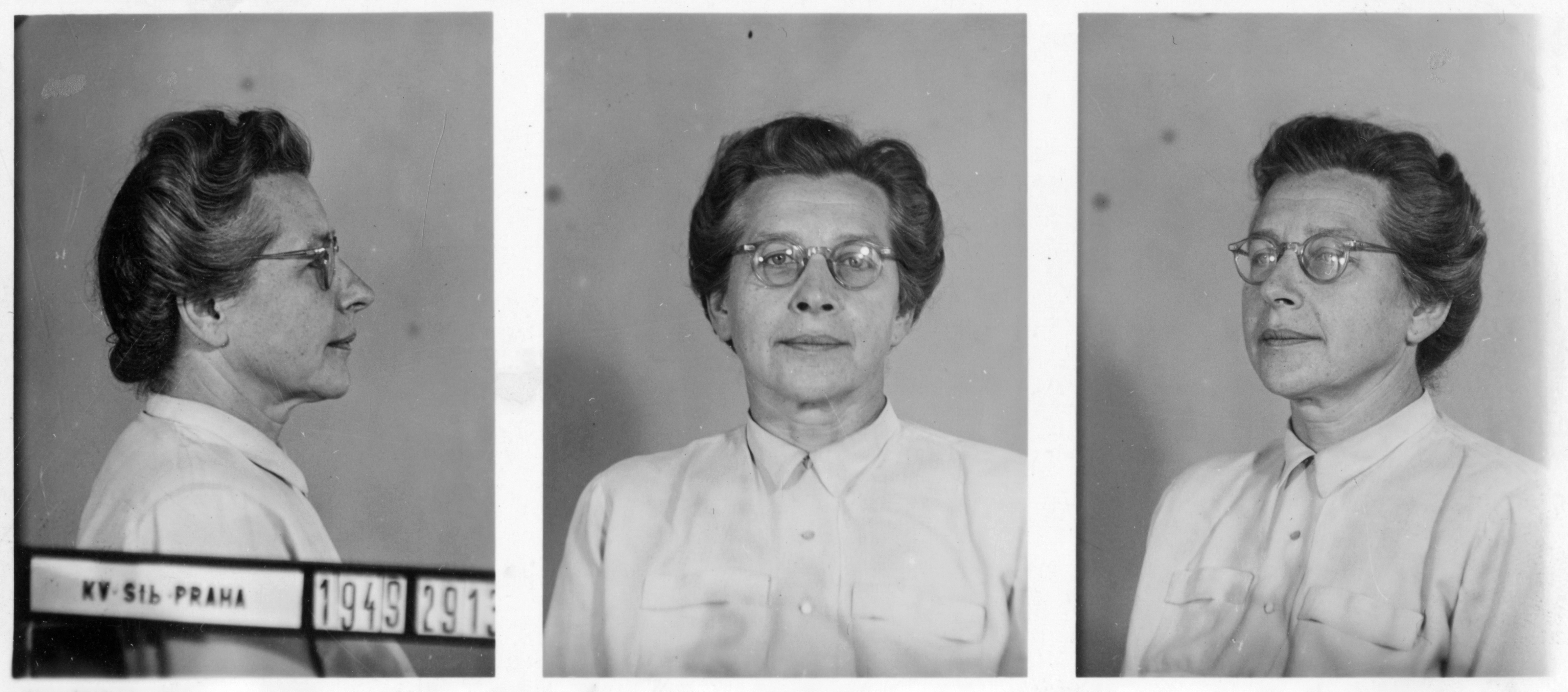
Vazební fotografie Milady Horákové

Při organizaci politických procesů byly na základě zahraniční politiky sovětského svazu dopředu definovány nepřátelské ideové skupiny, u kterých pak byly hledány vazby na západní rozvědky. Vzhledem k poválečné situaci v Jugoslávii, která se pod vedením maršála Tita neorientovala na Stalinův Sovětský svaz, byla část obětí procesů obviňována z velezrady a ze špionáže ve prospěch Jugoslávie. V roce 1949 byl v Maďarsku k trestu smrti takto odsouzen ministr zahraničních věcí László Rajk a v Bulharsku místopředseda vlády a generální tajemník bulharské komunistické strany Trajčo Kostov. V této době vznikl pojem titoismus. V Československu byl rovněž připravován proces s titoisty, přičemž byl zatčen a vyslýchán brněnský krajský tajemní Otto Šling. Dle původní koncepce tohoto procesu se měli spiklenci pokoušet svrhnout komunistický režim a nastolit státní zřízení podobné jugoslávskému. Se změnou politiky SSSR vůči Izraeli však Moskva zahájila antisemitskou kampaň, takže v dalším průběhu procesů byl využíváno i antisionistických komponentů a oběti byly obviňovány také z trockismu. V Československu byl pak během procesu s tzv. protistátním centrem odsouzen a popraven generální tajemník ÚV KSČ Rudolf Slánský a deset dalších osob. V roce 1954 na Slánského navázal proces s buržoazními nacionalisty, kdy byl na doživotí odsouzen i Gustáv Husák. Teror a velké politické procesy ve Východním bloku ustaly teprve po smrti Stalina a především po Chruščovově odstranění Stalinova kultu osobnosti na XX. sjezdu KSSS v roce 1956. Přestože pak komunistické režimy ustoupili od monstrprocesů a nejtvrdších trestů, byly politické procesy proti oponentům režimu využívány až do konce 80. let. Jen v Československu bylo mezi lety 1948 a 1960 z politických důvodů popraveno přibližně 240 osob a 200 až 250 000 osob bylo v tomto období kvůli nejrůznějším politickým deliktům vězněno.